# Ixora carewii
Ixora carewii là một loài thực vật có hoa trong họ Thiến thảo. Loài này được Horne ex Baker mô tả khoa học đầu tiên năm 1883.